# Renzo di Ceri
Pour les articles homonymes, voir Orsini et Ceri (homonymie).
Renzo degli Anguillara, dit Renzo di Ceri ou encore Lorenzo Orsini, en français Rance de Cères  ou Renzio de Cère (né v. 1475 et mort en janvier 1536, près de Rome) est un célèbre condottiere italien.

## Biographie
Renzo degli Anguillara, ou Lorenzo Orsini, connu sous le nom de Renzo di Ceri, était seigneur de Ceri, Capranica,  Pontoise et Tarascon
Il se met d'abord au service des Vénitiens, puis passe à celui des papes. En 1523, Renzio de Cère amène 4 000 hommes à François Ier, roi de France. Il organise avec succès la défense de Marseille, assiégée par les troupes du duc de Bourbon pour le compte de Charles Quint en août et septembre 1524.
En avril 1527, le pape Clément VII le charge de la défense de Rome contre les lansquenets du même duc de Bourbon et les Espagnols de Philibert de Chalon, prince d'Orange. Faute de troupes, et en raison du mauvais état des défenses de Rome, il ne peut empêcher la prise de la cité le 6 mai et le sac qui s'ensuivit.
Le 4 mars 1529, il est qualifié de « lieutenant général du roi » (François Ier) dans le royaume de Naples.
La paix revenue en Italie, il est nommé commandant en chef des troupes pontificales.
Il meurt en 1536 près de Rome à la suite d'une chute de cheval.